# Mario Voigt
Mario Voigt (ur. 8 lutego 1977 w Jenie) – niemiecki polityk, deputowany do landtagu Turyngii, działacz Unii Chrześcijańsko-Demokratycznej (CDU), od 2024 premier Turyngii.

## Życiorys
W 1995 ukończył Ernst-Abbe-Gymnasium w Jenie. W latach 1997–2003 studiował politologię, historię współczesną i prawo publiczne na uniwersytetach w Jenie i Bonn oraz na University of Virginia w Stanach Zjednoczonych. W 2008 uzyskał doktorat w dziedzinie nauk politycznych na TU Chemnitz. Był stypendystą Fundacji Konrada Adenauera. 
Pracował w oddziale Siemensa w Brukseli, agencji reklamowej McCann-Erickson i przedsiębiorstwie konsultingowym Blueberry Consulting. Pełnił funkcję dyrektora ds. komunikacji i relacji inwestorskich w kompanii Analytik Jena. Został też zatrudniony na stanowisku wykładowcy w Quadriga Hochschule w Berlinie. 
W 1994 wstąpił do Unii Chrześcijańsko-Demokratycznej (CDU) oraz jej organizacji młodzieżowej Junge Union, której strukturami w Turyngii kierował od 2005 do 2010. W latach 2009–2010 przewodniczył organizacji studenckiej Ring Christlich-Demokratischer Studenten. W latach 2004–2013 był członkiem rady powiatu Saale-Holzland, gdzie od 2009 do 2011 przewodniczył partyjnej frakcji radnych. W 2009 został posłem do landtagu Turyngii (reelekcja w 2014, 2019 i 2024).
W 2010 został nominowany na sekretarza generalnego partii w Turyngii, a w 2014 na zastępcę przewodniczącego struktur krajowych. W 2020 został przewodniczącym frakcji parlamentarnej swojej partii w landtagu. We wrześniu 2022 wybrano go na przewodniczącego struktur CDU w Turyngii. W wyborach krajowych w 2024 był głównym kandydatem swojej partii. CDU zawarła następnie koalicję rządową z SPD i BSW. 12 grudnia 2024 Mario Voigt został wybrany na premiera Turyngii, zdobywając 51 głosów w landtagu

## Życie prywatne
Jest ewangelikiem. Żonaty, ma dwoje dzieci.